# Wiki Science Competition
Wiki Science Competition (WSC) é um concurso internacional de fotografia científica que permite a estudantes, investigadores e outras pessoas interessadas publicar, sob licença livre, imagens e outros ficheiros multimédia de alta qualidade, tornando-os livremente acessíveis ao maior número possível de pessoas.
O concurso é organizado de dois em dois anos, na maioria dos países participantes, em geral entre novembro e dezembro. Já foi considerado um dos concursos de fotografia mais importantes do mundo.

## História
O Wiki Science Competition tem origem no concurso de fotografias científicas da Estónia (Estonian Science Photo Competition, em estónio: Eesti teadusfoto võistlus), que se expandiu para a Europa em 2015.
A primeira edição mundial decorreu em 2017. O principal organizador do concurso é .
Nessa primeira edição, participaram mais de 2.200 pessoas e foram enviadas mais de 10.000 imagens.
Em 2017, houve cinco categorias: “People in Science” (“O ser humano e a ciência”), “Microscopy images” (“Microscopia”), “Non-photographic media” (“Multimédia não fotográfico”), “Image sets” (“Conjuntos de imagens”) e a “General category” (“Categoria geral de ciência”). Em 2019, foi acrescentada a categoria “Nature” (“Vida selvagem e natureza”), seguida em 2021 pela categoria “Astronomy”. Em 2021, também foi atribuído o prémio especial “”, dedicado às mulheres na ciência.
A primeira edição francesa ocorreu de 1 a 30 de novembro de 2019.

## Descrição
Os ficheiros multimédia são avaliados de acordo com a riqueza das suas descrições, sendo dada prioridade a fontes provenientes de revistas de alto impacto, bases de dados e outras fontes fiáveis. Isto encoraja contribuições de especialistas com documentação verificável.
As imagens são armazenadas no Wikimedia Commons, tornando-se disponíveis para a promoção da ciência e para ilustrar a Wikipédia e outros projetos Wikimedia, entre outros.
Entre os países onde se realiza regularmente encontram-se a Estónia, a Suíça, a Irlanda, os Estados Unidos, a Polónia, a Ucrânia e a Rússia (onde ocorre na primavera).

## Vencedores

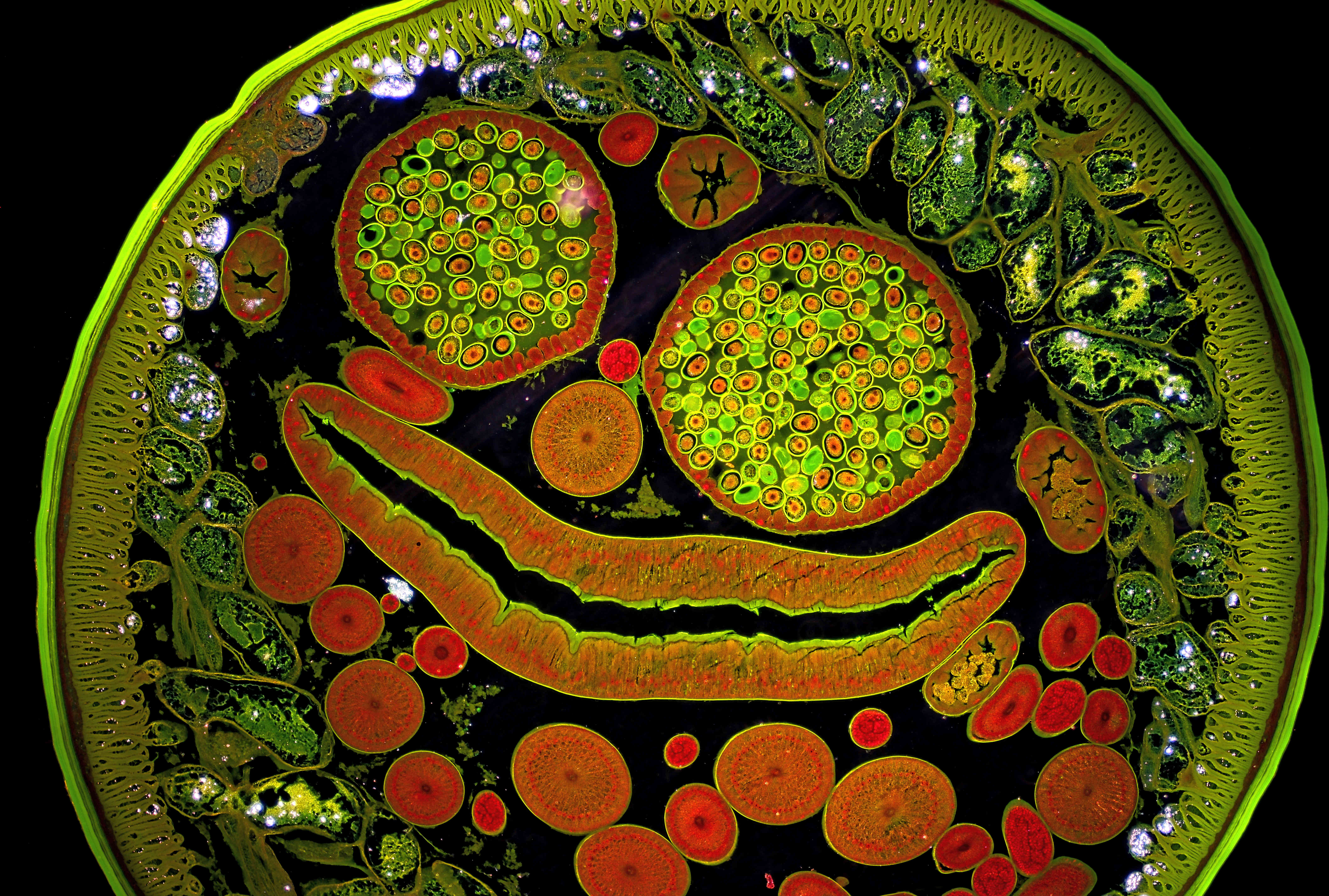
Secção de um exemplar macho de Ascaris, um parasita intestinal, fotografado com uma câmara Nikon equipada com condensador de campo escuro (darkfield oil condenser) 1,40. O aumento é de 200 vezes. Vencedor da categoria Microscopy images em 2017, por Massimo Brizzi (Itália).
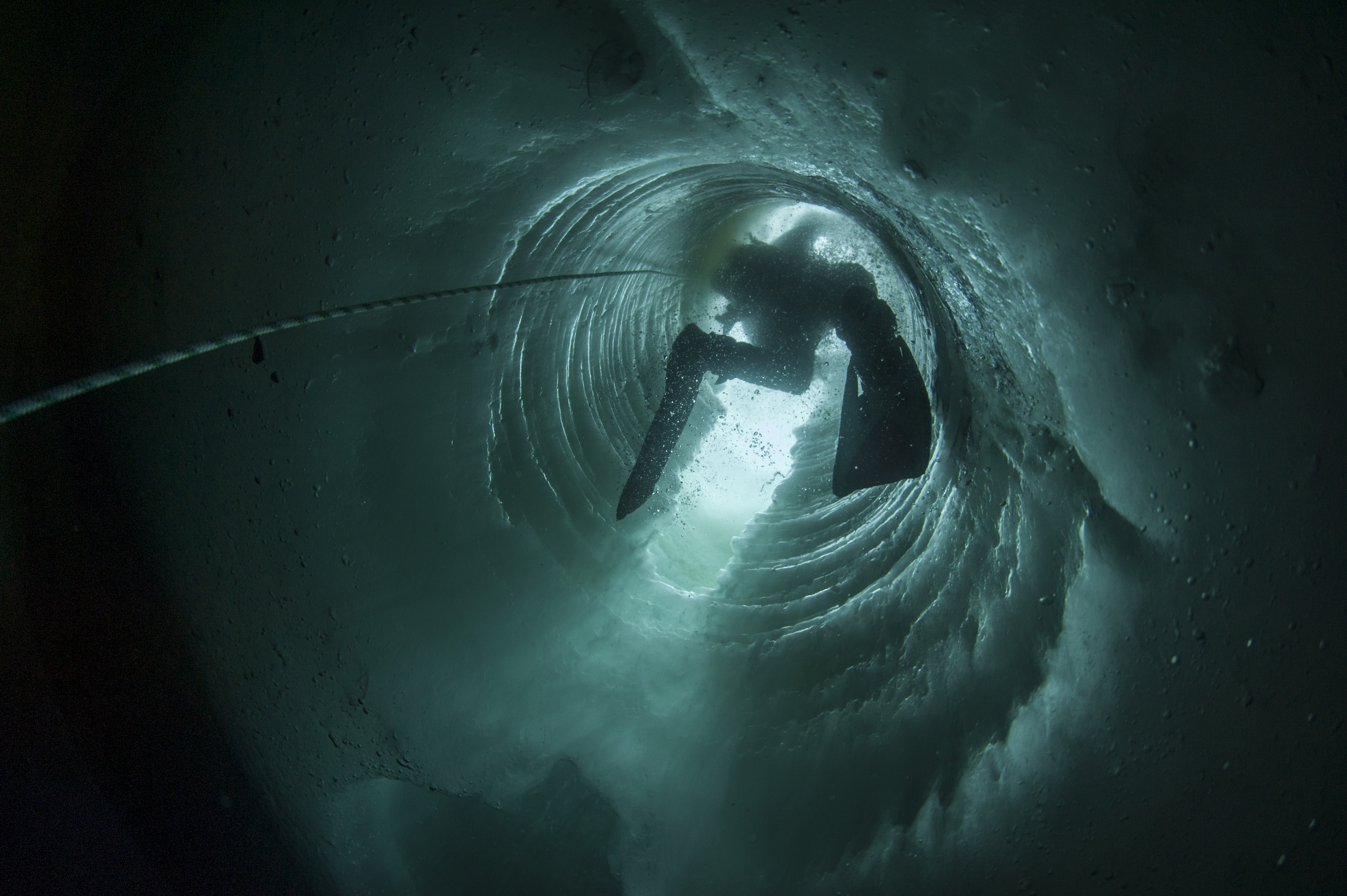
Mergulhador científico polar na Base antártica Dumont-d'Urville, fotografado no interior de um “tubo de gelo” criado a partir da técnica de perfuração petrolífera para aceder à água. Vencedor da categoria «People in Science» em 2017, por Erwan Amice (França).
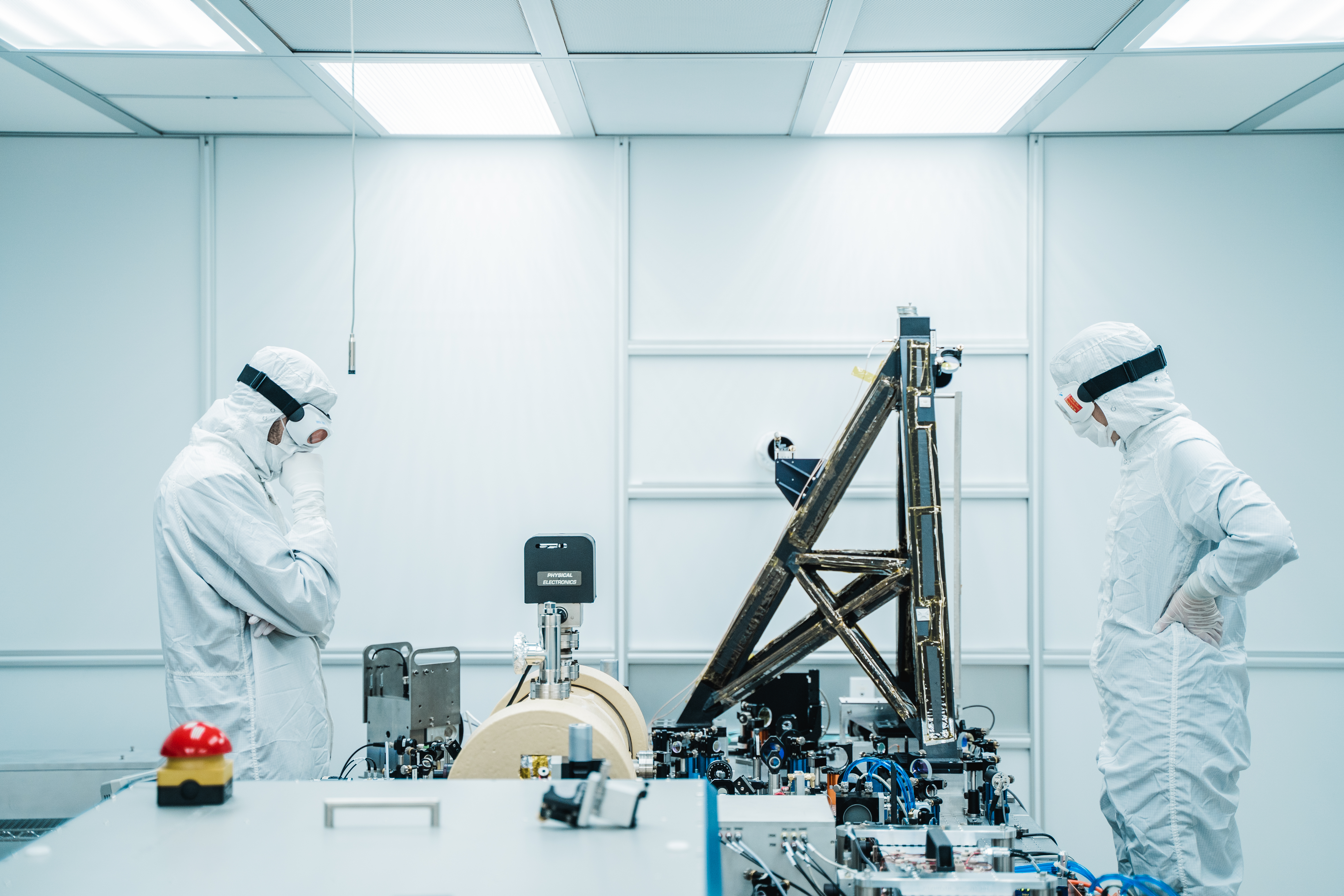
Dois cientistas com roupas de sala limpa no interior do Observatório de Ondas Gravitacionais por Interferômetro Laser (LIGO), numa experiência de física cujo objetivo é detetar diretamente as ondas gravitacionais. Vencedor da categoria «People in Science» em 2019, por Nutsinee Kijbunchoo (EUA/Tailândia).
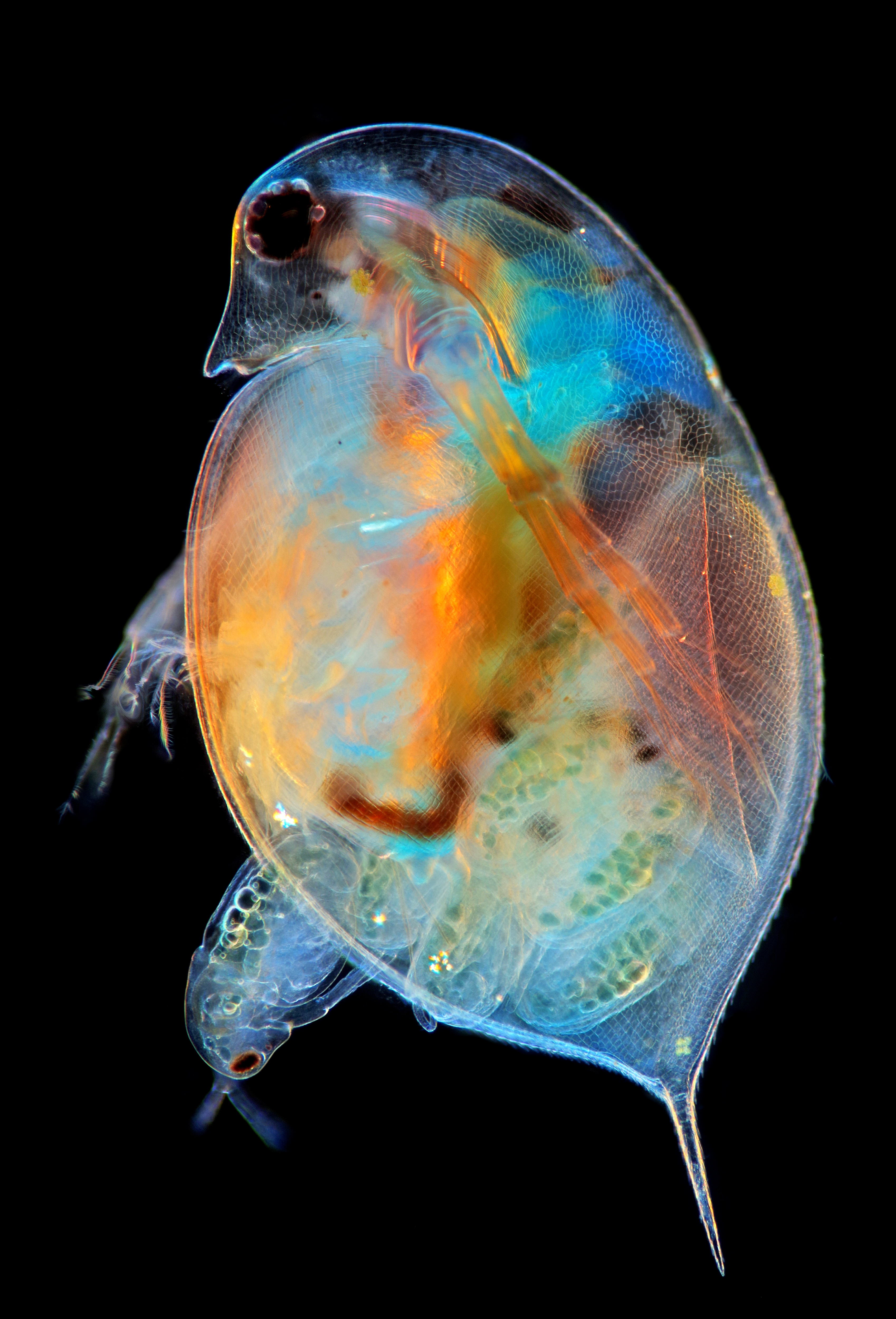
Uma pulga-de-água do género Daphnia dando à luz a sua prole. A ampliação é de 100 vezes. Foi utilizada a técnica de microscopia em campo escuro com luz polarizada. Vencedor da categoria «Microscopy images» em 2019, por Marek Miś (Polónia).
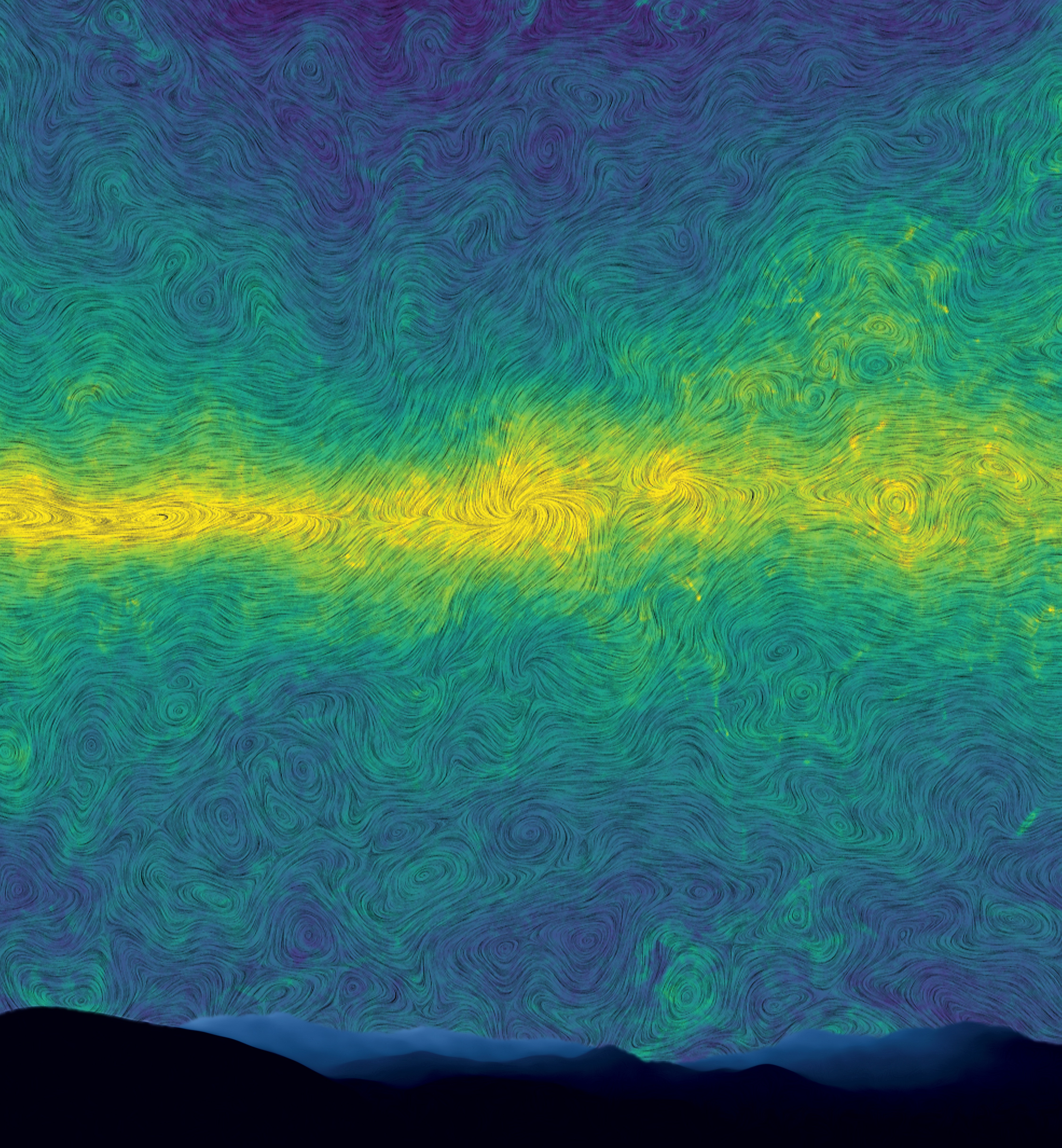
Simulação da polarização do pó na Via Láctea sob a forma de radiação cósmica de fundo no céu. Vencedor da categoria «Non-photographic media» em 2019, por  (Eslovénia/EUA).
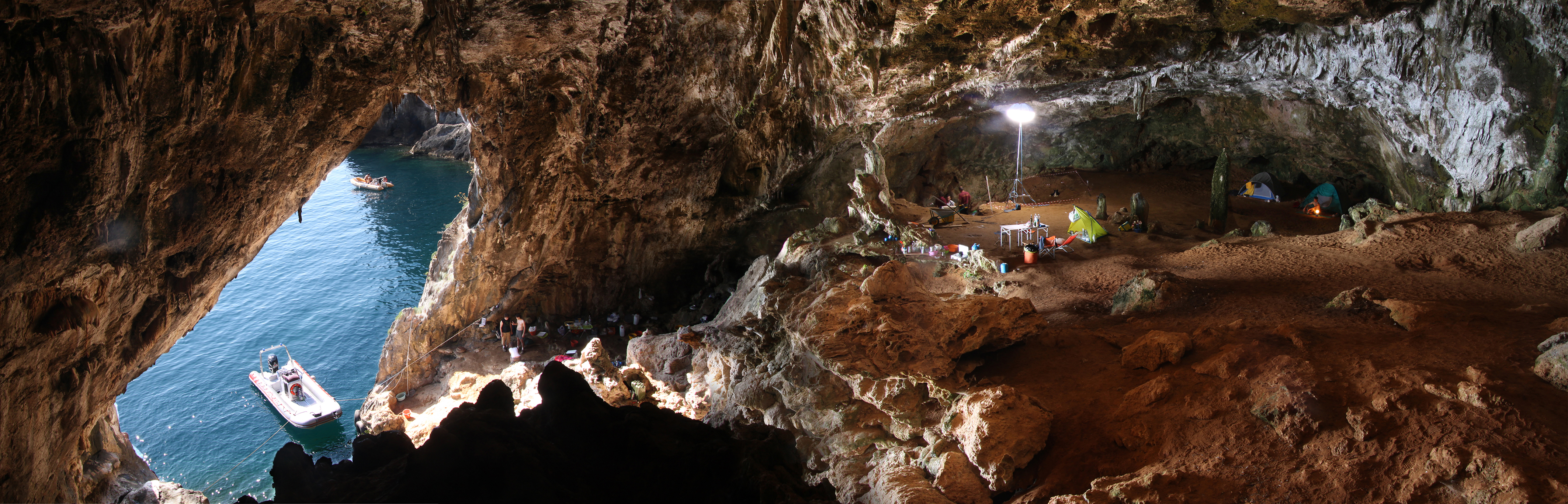
Escavações arqueológicas de um sítio do Paleolítico Médio, efetuadas por uma equipa da Universidade de Siena, na Toscana. O acesso é apenas feito de barco. Vencedor da «General category» em 2019, por Stefano Ricci Cortili (Itália).
Larva de um díptero não identificado, provavelmente um mosquito não picador. Montagem panorâmica com empilhamento de foco. Foi utilizada microscopia em campo escuro com luz polarizada. Pelo efeito de birrefringência, algumas estruturas do corpo, como fibras musculares, brilham com intensidades diferentes consoante a sua densidade e orientação. Vencedor da categoria «Microscopy images» em 2021, por Karl Gaff (Irlanda).
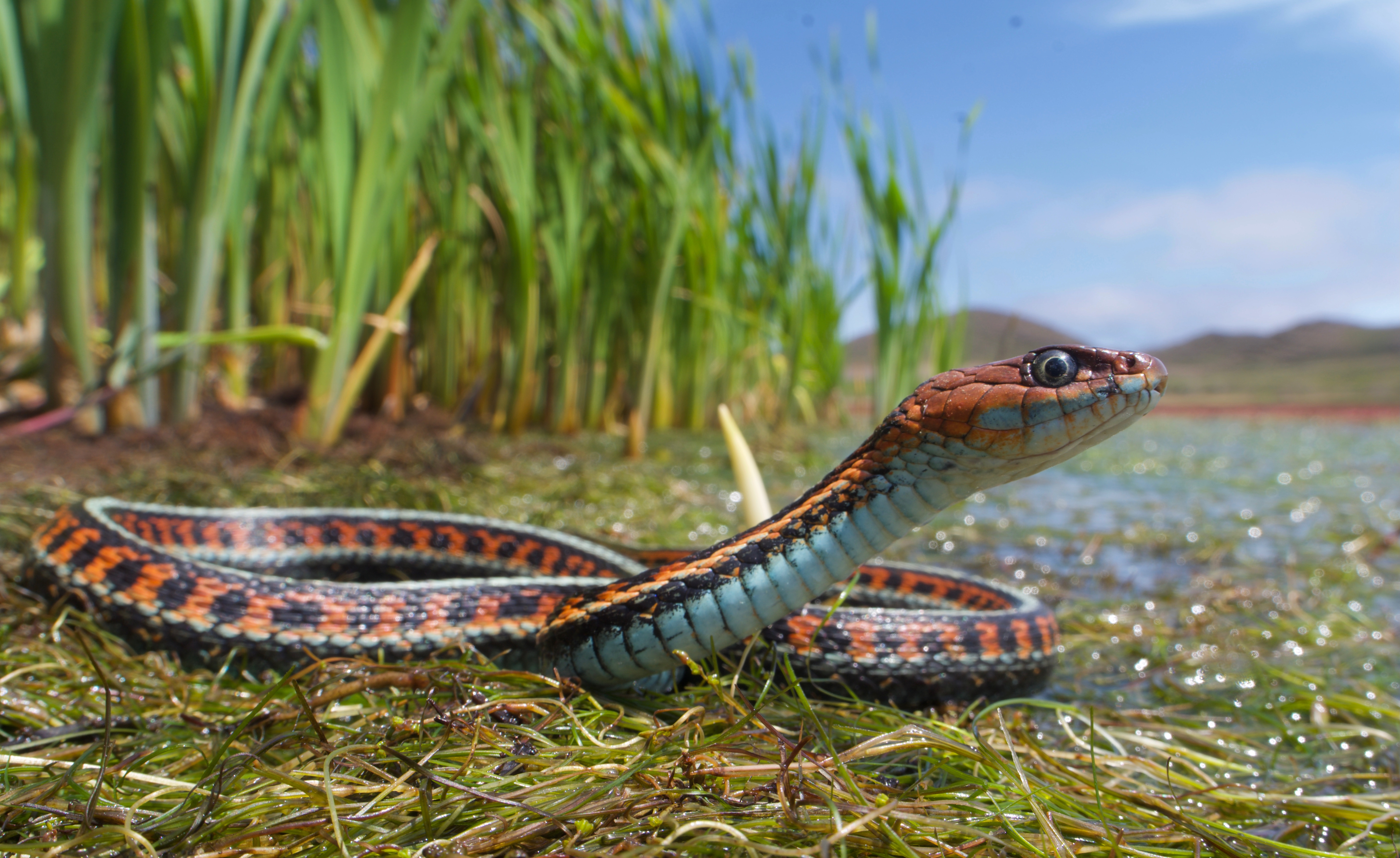
Um exemplar de cobra-de-jardim (Thamnophis sirtalis infernalis) no seu habitat aquático, no norte da Califórnia. Vencedor da categoria «Nature» em 2021, por Jaden Clark (EUA).
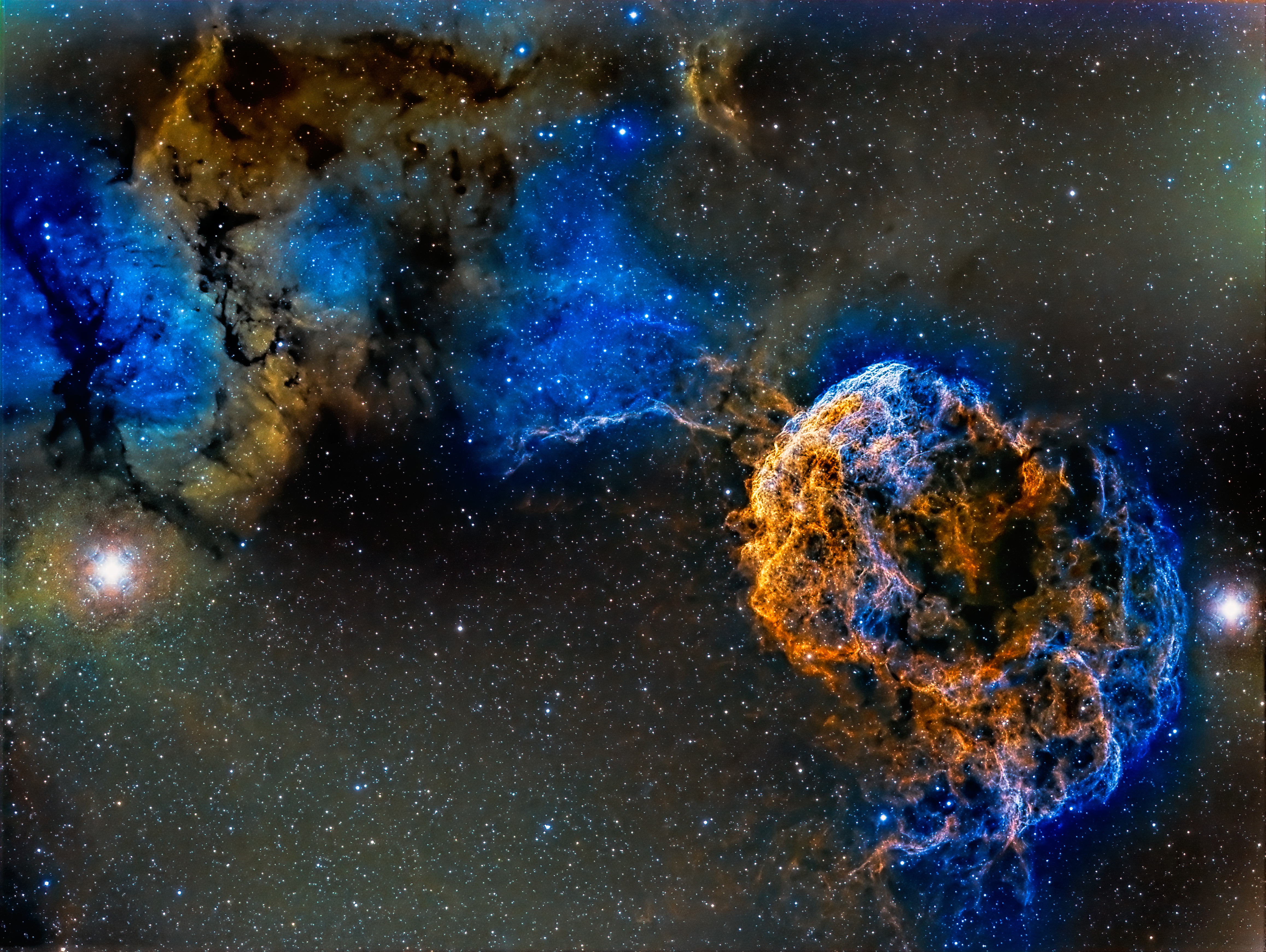
IC 443, juntamente com IC 444 e até LBN 188.69+04.25. IC 443 é a nebulosa da Medusa, IC 444 é uma nebulosa de reflexão e a outra é uma Região H II. Foram necessárias 37 horas de exposição para realizar esta fotografia amadora, através de um telescópio Takahashi seisakusho. Na imagem, os remanescentes de uma supernova que explodiu antes da adoção dos calendários juliano e gregoriano estão, por coincidência, enquadrados por duas estrelas brilhantes: Eta Geminorum (à direita) e Mu Geminorum (à esquerda). O autor registou a mesma área do céu com dois instrumentos para obter diferentes campos de visão e depois combinou todos os dados, recolhidos ao longo de dois anos. Vencedor da categoria «Astronomy» em 2021, por  (EUA).